# Shigeru Kasamatsu
Shigeru Kasamatsu (en japonès: 笠松 茂; transliteració: Kasamatsu Shigeru) (Kumano, Japó 1947) és un gimnasta artístic japonès, ja retirat, guanyador de quatre medalles olímpiques.

## Biografia
Va néixer el 16 de juliol de 1947 a la ciutat de Kumano, població situada a la prefectura de Mie. Es casà amb la gimnasta Kazue Hanyu, i foren pares del també gimnasta Akihiro Kasamatsu.

## Carrera esportiva
Va participar, als 25 anys, als Jocs Olímpics d'Estiu de 1972 realitzats a Múnic (Alemanya Occidental), on va aconseguir guanyar la medalla d'or en el concurs complet (per equips), la medalla de plata en la prova de barres paral·leles i la medalla de bronze en l'exercici de terra i barra fixa. Així mateix finalitzà quart en la prova de cavall amb arcs i cinquè en el concurs complet (individual), com a resultats més destacats, i aconseguint així sengles diplomes olímpics.
Al llarg de la seva carrera guanyà vuit medalles en el Campionat del Món de gimnàstica artística, entre elles sis medalles d'or.